# The Road to Paradiso
Albums de Epica
The Score - An Epic Journey
(2005) The Divine Conspiracy
(2007)
The Road to Paradiso est une compilation du groupe de metal symphonique néerlandais Epica, publiée le 4 mai 2006 chez Transmission Records.
Cet album accompagne un livre éponyme écrit sur le groupe.

## Liste des chansons
Toutes les chansons sont écrites et composées par Epica.
| No  | Titre                                                     | Durée |
| --- | --------------------------------------------------------- | ----- |
| 1.  | Welcome to the Road of Paradiso (Caught in a Web)         | 4:37  |
| 2.  | Making of Adyta                                           | 1:34  |
| 3.  | Adyta (demo)                                              | 1:23  |
| 4.  | Making of Cry for the Moon                                | 1:29  |
| 5.  | Cry for the Moon (demo)                                   | 6:43  |
| 6.  | Making of Quietus                                         | 1:14  |
| 7.  | Quietus (demo)                                            | 3:41  |
| 8.  | Quietus (Silent Reverie)                                  | 3:54  |
| 9.  | The Fallacy                                               | 3:23  |
| 10. | Interview with Ad (on the live tracks)                    | 0:32  |
| 11. | Solitary Ground (live)                                    | 4:05  |
| 12. | Blank Infinity (live)                                     | 4:04  |
| 13. | Mother of Light (live)                                    | 6:01  |
| 14. | Linger (version au piano)                                 | 4:15  |
| 15. | Crystal Mountain (version orchestrale - reprise de Death) | 5:01  |
| 16. | Purushayita                                               | 6:20  |